# غريغوري منديز
غريغوري منديز (بالإسبانية: Grigori Méndez)‏ هو لاعب كرة قدم كولومبي، ولد في 1972 في بوغوتا في كولومبيا. لعب مع إنديبنديينتي سانتا في.